# Милосав Јовановић
Милосав Јовановић (Опарић, 3. мај 1935 – Београд, 5. март 2014) био је српски сликар, светски класик наивне уметности.

## Биографија
Живео у Бегаљици код Београда. Сликарством се бавио од 1955.
Ерос и Танатос су у сфери уметниковог интересовања.
Цртеж тушем представља посебан квалитет унутар његовог опуса. Наглашеног континуитета, прожимања, преплитања немирног графизма, попуњене и празне површине, односно црно и бело, оптички доприносе самој кинетици ликовних елемената.
Излагао је самостално и групно, почев од 1960. године у земљи и иностранству, као и на значајним међународним изложбама у свету. На изложбама светског тријенала у Братислави излагао је почев од 1966. За своја дела добијао је читав низ награда и признања, међу којима и Награду за укупан уметнички рад 2003. године на Једанаестом бијеналу у МНМУ у Јагодини. Умро је 2014. године у Београду.

## Галерија
- Бол, 2001. МНМУ, Јагодина
- Мала биографија, 1978. МНМУ, Јагодина
- Рода, 1969. МНМУ, Јагодина
- Вече, 1973-74. МНМУ, Јагодина
- Вода, 1966. МНМУ, Јагодина